# Dachverband aller österreichisch-ausländischen Gesellschaften
Der Dachverband aller österreichisch-ausländischen Gesellschaften – PaN (Partner aller Nationen) ist die Dachorganisation der in Österreich ansässigen bilateralen derzeit 123 Freundschaftsgesellschaften (Stand: Juli 2018) und fungiert als Netzwerk-, Service- und Informationseinrichtung für diese. Der Dachverband agiert dabei insbesondere als Schaltstelle zwischen den Freundschaftsgesellschaften und den offiziellen Institutionen und Behörden der Republik Österreich.

## Geschichte
Die Geschichte der bilateralen Freundschaftsgesellschaften nahm kurz nach Ende des Zweiten Weltkriegs mit der Gründung der Österreichisch-Sowjetischen und Österreichisch-Amerikanischen Gesellschaft 1946 ihren Anfang. Die alliierten Besatzungsmächte in Österreich gründeten bzw. förderten entsprechende Vereine, um eine Akzeptanz für ihre Anliegen zu erreichen und die jeweils eigene Kultur den Österreichern näherzubringen. In den Folgejahren entstanden bereits eine ganze Anzahl weiterer Freundschaftsgesellschaften.
1959 kam es zur Gründung der Vorläuferorganisation des Dachverbands, die im Wiener Palais Pálffy die dortigen Räumlichkeiten für Veranstaltungen nutzen konnte. Es wurde ausdrücklich festgehalten, dass die Freizügigkeit und das Eigenleben der einzelnen Gesellschaften unangetastet bleibe. Bereits damals wurden von der Arbeitsgruppe Veranstaltungen initiiert, die den bilateralen Freundschaftsgesellschaften einerseits die Möglichkeit der gegenseitigen Vertiefung der Kontakte ermöglichen, andererseits die Sichtbarkeit der Gesellschaften fördern sollte. Am 13. November 1985 wurde die Arbeitsgruppe als Verein behördlich angemeldet. Das neue Büro der Arbeitsgruppe wurde beim Österreichischen Gewerbeverein in der Wiener Eschenbachgasse eingerichtet. Am 12. März 1986 fand die konstituierende Generalversammlung des neuen Vereins statt, der damals aus fünfundzwanzig ordentlichen Mitgliedsgesellschaften bestand. Für kurze Zeit hatte die Vereinigung seinen Sitz in den  Räumlichkeiten des „Verbands der Österreichischen Akademikerinnen“ in der Wiener Reitschulgasse.
In der Generalversammlung vom 27. Februar 1990 wurde Ministerialrätin Jutta Seifert (Unkart-Seifert) zur neuen Präsidentin der Dachorganisation gewählt. Unter ihrer Ägide kam es zu einer verstärkten Einbindung der diplomatischen Vertretungsbehörden. Sie festigte damit die Stellung der österreichisch-ausländischen Gesellschaften im internationalen Getriebe von Wien. Mitte der 1990er-Jahre hatte sich die Zahl der bilateralen Freundschaftsgesellschaften bereits auf über vierzig erhöht. Am 3. April 1997 wurde ein neuer Vorstand der Dachorganisation gewählt. In diesem waren großteils aktive Bundes- und Landesbedienstete tätig, die in ihren Berufen auch mit internationalen und interkulturellen Angelegenheiten beschäftigt waren. Infolge der Zuständigkeit des Bundesministeriums für Unterricht und kulturelle Angelegenheiten für die bilateralen Gesellschaften wurde ein Mitarbeiter des Ressorts, Ministerialrat Claus Walter, für die Betreuung dieser Agenden abgestellt und zum neuen Präsidenten gewählt; Vizepräsident wurde der Bereichsdirektor Oskar Wawra des Wiener Magistrats. Der Sitz des Dachverbands war im zuständigen Bundesministerium. Die neue Verbandsführung unternahm zahlreiche Anstrengungen, um den österreichisch-ausländischen Gesellschaften einen wichtigen Status im gesellschaftspolitischen Leben Österreichs einzuräumen. Die Kontaktpflege zu den diplomatischen Vertretungen in Österreich wurde intensiviert und zahlreiche gemeinsame Aktivitäten ermöglicht. Eine strategische Verschränkung mit dem „Weltbund der Österreicher im Ausland“ erfolgte. Unter Ministerialrat Walter erhöhte sich die Zahl der bilateralen Freundschaftsgesellschaften im Gefüge des Dachverbands deutlich; ebenso wurden zahlreiche Initiativen sowie Veranstaltungen zur Völkerverständigung umgesetzt, die einerseits einer besseren Sichtbarkeit des Dachverbands und seiner Anliegen dienten, andererseits die Tätigkeiten der einzelnen Gesellschaften herausstrichen und würdigten.
Die heute gültige Namensgebung des Dachverbands wurde in der Generalversammlung vom 22. April 1999 beschlossen. Mit 1. Januar 2013 übernahm Oskar Wawra die Präsidentschaft des Dachverbands. Seit 2014 besteht mit dem Streitkräfteführungskommando des Österreichischen Bundesheeres, auf Initiative des damaligen Kommandeurs Generalleutnant Franz Reißner, eine strategische Partnerschaft, die in der zunehmenden Auslandseinsatzorientiertheit des Österreichischen Bundesheeres ihre Begründung findet. Am 2. November 2016 wurde Hermann Mückler, bislang Vizepräsident, als neuer Präsident des Dachverbandes von der Generalversammlung für eine Amtsperiode von vier Jahren gewählt. Der Vorstand, dessen Mitglieder neben ihren hauptberuflichen Tätigkeiten dem Dachverband ehrenamtlich dienen, blieb weitgehend unverändert. In der coronabedingt ein Jahr verzögert abgehaltenen Generalversammlung am 8. November 2021 wurde der weitgehend unverändert sich zur Wahl stellende Vorstand (Karl Semlitsch wurde durch Lukas M.Vosicky ersetzt) einstimmig für eine weitere, nun fünfjährige Funktionsperiode gewählt. 

## Struktur und Funktion
Der Schirmherr des Dachverbands ist der Bundespräsident der Republik Österreich, seit 2017 Alexander Van der Bellen. Dem Ehrenpräsidium gehören die drei Nationalratspräsidenten sowie Präsidenten des Bundesrats des österreichischen Parlaments an. Das Ehrenkuratorium wird durch die neun Landeshauptleute gebildet. Der Vorstand besteht aus sieben Mitgliedern und leitet das operative Geschäft. Ein Beirat setzt sich aus leitenden Persönlichkeiten von Körperschaften öffentlichen Rechts zusammen. Sie werden vom Vorstand bestellt. Sie sind oberste Ratgeber und Mentoren des Vorstands. Der Dachverband betreibt ein Generalsekretariat, welches als Anlaufstelle, Meeting-Point und Postadresse fungiert. Der Dachverband finanziert seine Tätigkeit noch immer primär über Partner aus der Privatwirtschaft.
Der Dachverband wendet sich insbesondere an die bilateralen und multilateralen Freundschaftsgesellschaften in Österreich und im Ausland, an die dem Dachverband-PaN entsprechenden Zentral-Institutionen im Ausland, sowie an alle Körperschaften öffentlichen Rechts, die sich der gegenseitigen Völkerverständigung, der Vertiefung der Völkerfreundschaft und der Mithilfe beim Aufbau einer friedlichen Gesellschaft widmen. Darüber hinaus wird mit der österreichischen Wirtschaft, die das vom Dachverband PaN aufgebaute Netzwerk für unternehmerisches Lobbying nutzt, sowie mit diplomatischen und konsularischen Einrichtungen im In- und im Ausland, und schließlich mit fachspezifischen NGOs, ein enger Kontakt gepflegt.
Die Aufnahme einer bilateralen Freundschaftsgesellschaft in den Dachverband ist an die Vorgabe gebunden, sich in den Statuten zur aktiven vorurteilsfreien Völkerverständigung zu verpflichten und keine (partei-)politische, ideologisch oder religiös motivierte Agitation zu betreiben. In der Regel geht eine Beobachtungsphase einer formellen Aufnahme einer bilateralen Freundschaftsgesellschaft in den Dachverband voraus. Der Dachverband fördert durch Unterstützungspreise – sogenannte Projektunterstützungen – Initiativen, bei denen die genannten Ziele durch Umsetzung von Projekten im sozialen, karitativen, kulturellen, künstlerischen und sportlichen Bereich unterstützt und erreicht werden. Im Rahmen der sogenannten PaN-Preise werden durch eine Auswahlkommission, der auch dachverbandsunabhängige Personen angehören, geeignete erfolgreiche Projekte ausgewählt und zur Prämierung vorgeschlagen. Darüber hinaus werden herausragende Leistungen durch Einzelpersonen sowie die langjährige erfolgreiche Tätigkeit mit speziellen Gesellschafts- bzw. Persönlichkeitsehrungen herausgehoben und ihrer verdienten Sichtbarkeit zugeführt.
Der Dachverband wurde 2016–2017 Gegenstand eines sozialwissenschaftlichen Forschungsprojekts des Instituts für Kultur- und Sozialanthropologie der Universität Wien, wo es um die Bedeutung zivilgesellschaftlicher Initiativen zur Völkerverständigung ging. Zwischenzeitig sind Fachartikel zum Netzwerk der Freundschaftsgesellschaften erschienen und zeigen, dass die Sichtbarkeit des Dachverbands und der bilateralen Gesellschaften in seinen Chancen und Potentialen auf unterschiedlichen gesellschaftlichen Ebenen reflektiert wird.

## PaN-Preise
Im Rahmen einschlägiger Veranstaltungen, z. B. der einmal jährlich stattfindenden Projektpräsentation „Gesellschaften vor den Vorhang“, werden die Unterstützungspreise an die solcherart ausgezeichneten Gesellschaften übergeben. Sie dienen der Anerkennung von Leistungen und der Sichtbarkeit der einzelnen bilateralen Gesellschaften. Es gibt sowohl Geldpreise, als auch symbolische Preise. Folgende Preise werden jährlich vergeben:
- PaN-Preis des Bundesministerium für Europa, Internationales und Äußeres
- PaN-Preis des Landes Burgenland
- PaN-Persönlichkeits-Award
- PaN-Preis für das langjährige Engagement einer bilateralen Freundschaftsgesellschaft.

## Vorstand (Funktionsperiode 2021–2026)
- Präsident: Hermann Mückler
- Vizepräsident: Oskar Wawra
- Generalsekretär: Walter J. Gerbautz
- Vorstandsmitglied: Alice Alsch-Harant
- Vorstandsmitglied: Marguerite Machek-Vos
- Vorstandsmitglied: Petra Schneebauer
- Vorstandsmitglied: Lukas M. Vosicky